# Neoperla longinqua
Neoperla longinqua és una espècie d'insecte plecòpter pertanyent a la família dels pèrlids.